# Kastl, Altötting
Kastl là một đô thị thuộc huyện Altötting bang Bayern nước Đức